# رونگو
رونگو (به لاتین: Rõngu) یک منطقهٔ مسکونی در استونی است که در دهستان الوا واقع شده‌است. رونگو ۶۹۱ نفر جمعیت دارد.

## نگارخانه

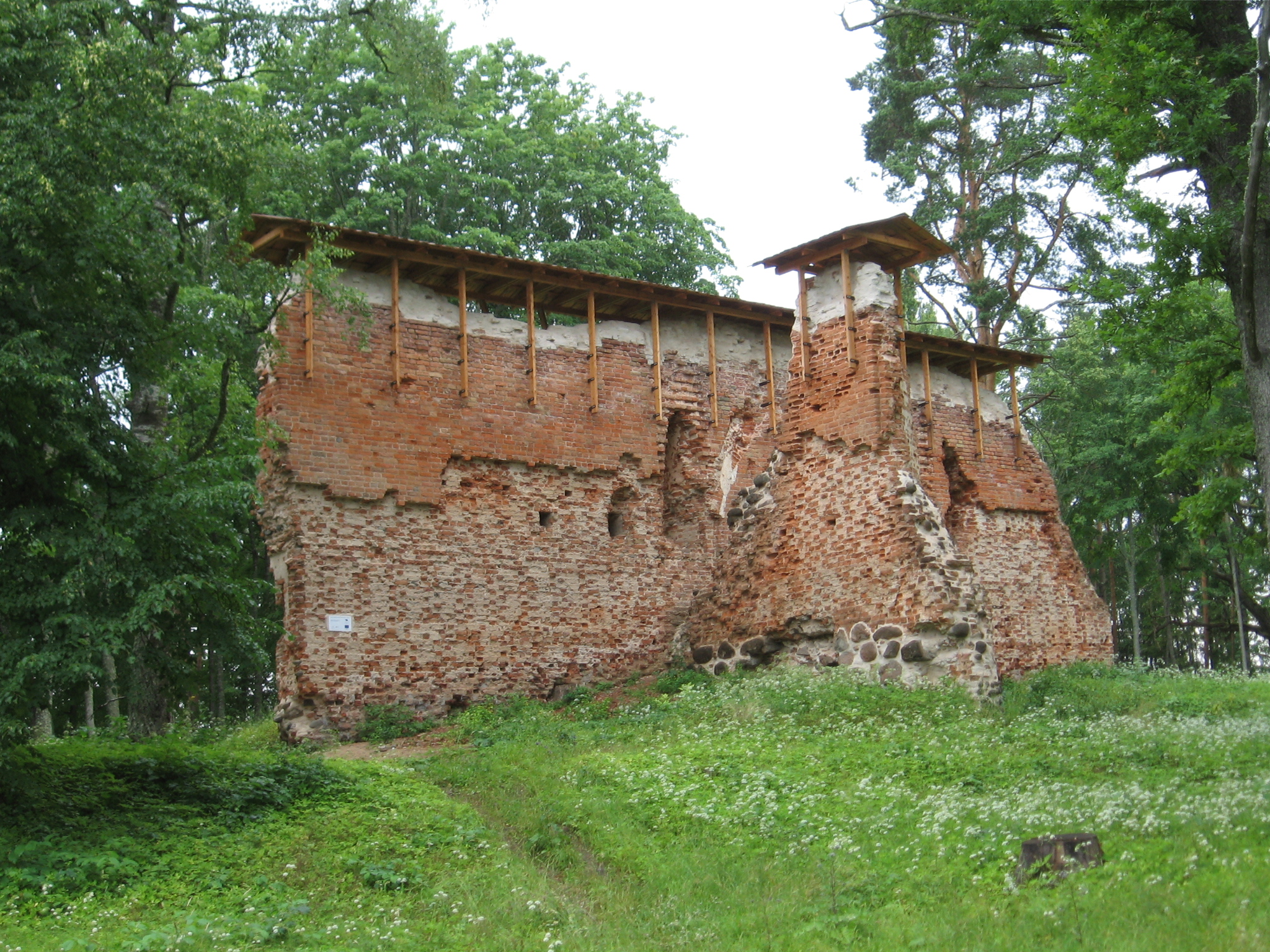
Rõngu castle ruins
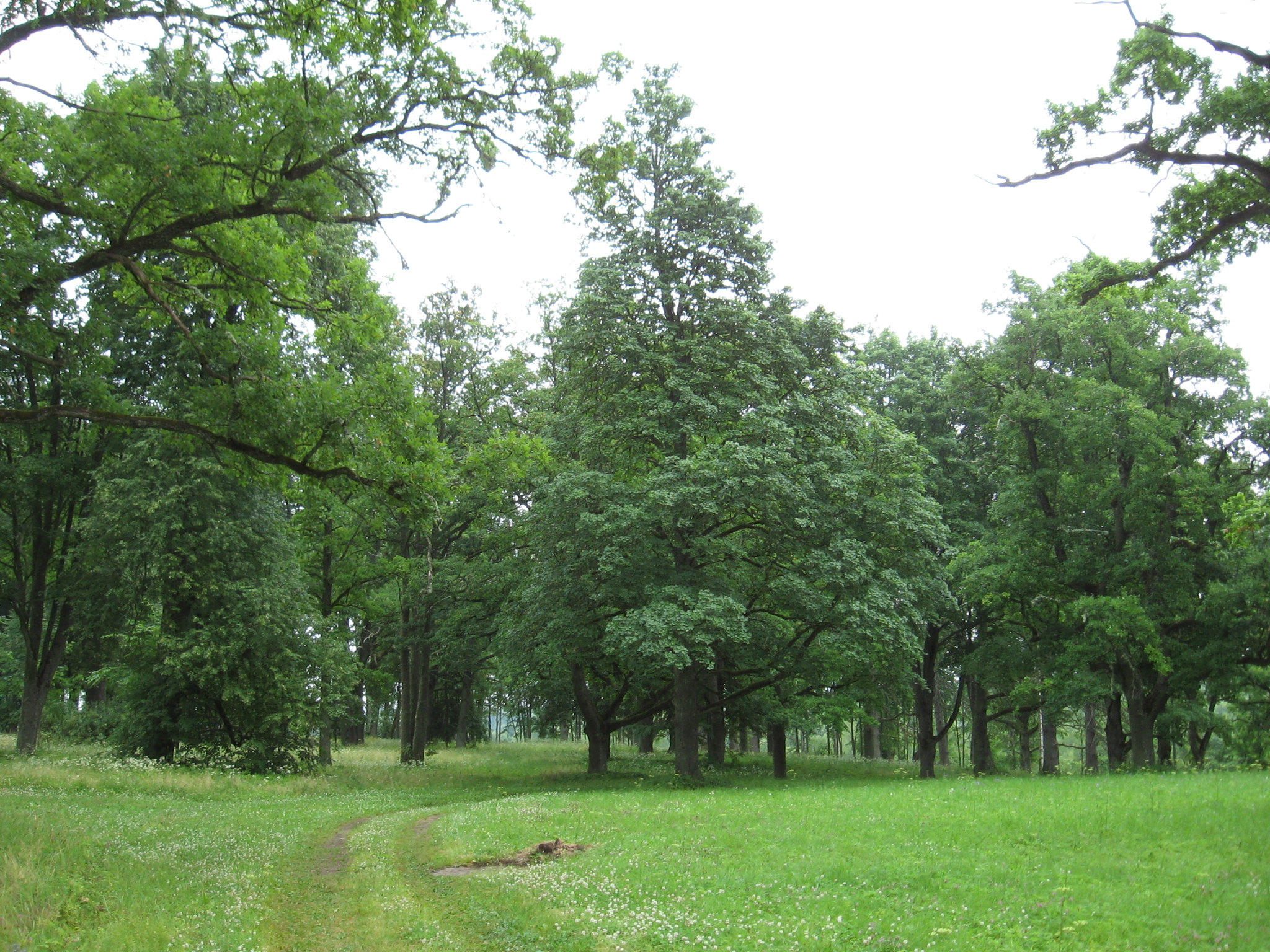
Rõngu castle park
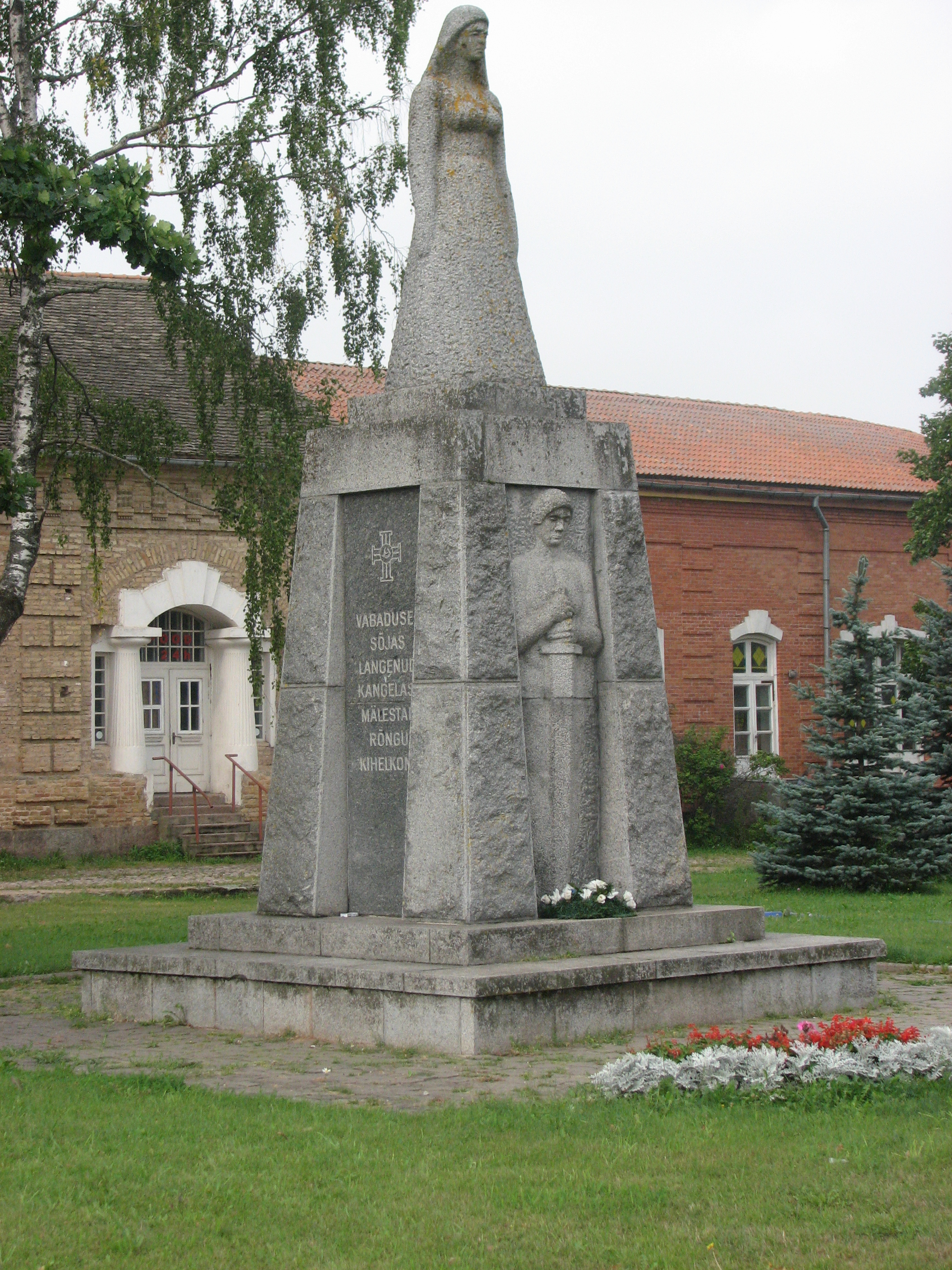
War of Independence memorial
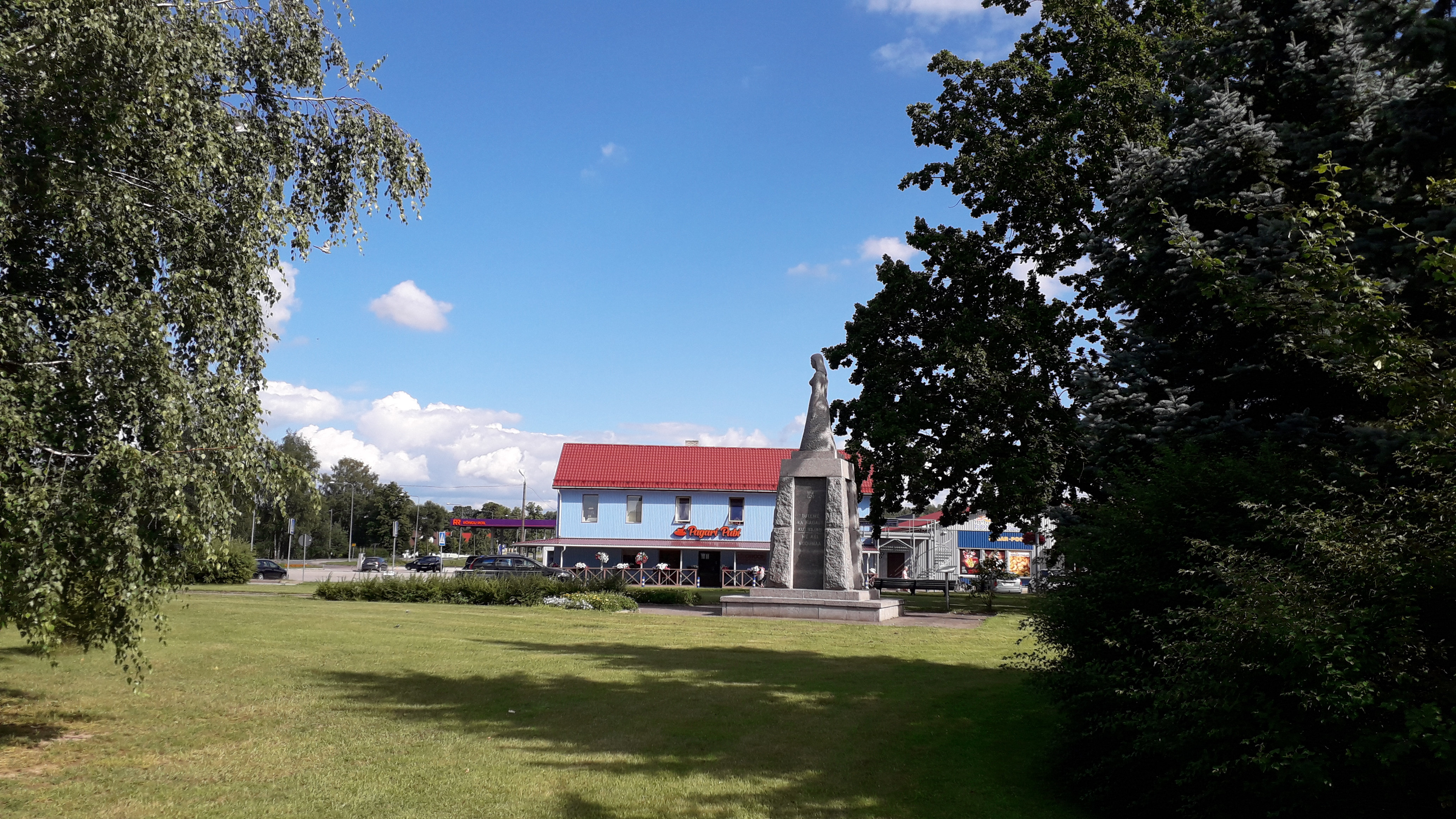
Small park in the center of Rõngu